# Haus Eichen
Haus Eichen ist ein Ortsteil der Gemeinde Hellenthal im Kreis Euskirchen, Nordrhein-Westfalen.
Der Ortsteil liegt südlich von Hellenthal. Am östlichen Ortsrand führt die Landesstraße 17 vorbei. Das kleine Dorf hat keinen Durchgangsverkehr. Am Ortsrand fließen zwei Bäche, der Walhdsiefen und der Wolferter Bach.
Die VRS-Buslinie 838 der RVK verbindet den Ort, überwiegend als TaxiBusPlus nach Bedarf, mit seinen Nachbarorten und mit Hellenthal.
| Linie | Verlauf |
| ----- | --- |
| 838   | MiKE (außer im Schülerverkehr): Hellenthal Busbf – Blumenthal – Dommersbach – Kammerwald – Reifferscheid – (Hönningen/Büschem – Dickerscheid – Oberreifferscheid – Hahnenberg –) Wiesen Abzw – (Haus Eichen – Wahld – Hescheld –) Sieberath – Kradenhövel – Unterwolfert – (Unterdalmerscheid – Oberdalmerscheid –) Oberwolfert – Wittscheid – Zehnstelle – Grube Wohlfahrt – Rescheid – Giescheid – Rescheid – Schwalenbach – Kamberg – Schwalenbach – Schnorrenberg (– Neuhaus) |